# Robert (Perche)

Wappen Roberts de Valois

Robert de Valois (* 1344; † 1377) war ein Graf von Perche und Porhoët aus dem Haus Valois-Alençon.
Robert war ein Sohn des Grafen Karl II. von Alençon und der Marie de la Cerda. Sein Onkel war König Philipp VI. von Frankreich. 1361 erhielt er die Grafschaften Perche und Porhoët, die während seiner Minderjährigkeit sein ältester Bruder Karl III. verwaltet hatte. Während der Belagerung von La Charité-sur-Loire 1364, im Kampf gegen Karl den Bösen, wurde er zum Ritter geschlagen. Im Jahr 1370 unterstützte er den Herzog von Berry bei der Einnahme von Limoges, dass bis dahin vom schwarzen Prinzen gehalten wurde. Der aber führte noch im selben Jahr eine blutige Strafexpedition gegen die Stadt aus.
Verheiratet war Robert seit dem 5. April 1374 mit der bretonischen Adligen Johanna von Rohan († 1407), Tochter des Vizegrafen Johann I. von Rohan. Sie hatten einen Sohn, der aber jung starb.
Robert wurde nach seinem Tod in der Abtei Saint-Martin in Sées bestattet, seine Besitzungen erhielt sein älterer Bruder Peter.

## Weblink
- Materialsammlung bei genealogie-mittelalter.de

| Vorgänger | Amt                          | Nachfolger |
| --------- | ---------------------------- | ---------- |
| Karl II.  | Graf von Le Perche 1361–1377 | Peter II.  |

| Personendaten    | Personendaten                         |
| ---------------- | ------------------------------------- |
| NAME             | Robert                                |
| ALTERNATIVNAMEN  | Valois, Robert de; Robert von Alençon |
| KURZBESCHREIBUNG | Graf von Perche und Porhoët           |
| GEBURTSDATUM     | 1344                                  |
| STERBEDATUM      | 1377                                  |